# Резанова, Зоя Ивановна
Зо́я Ива́новна Реза́нова (род. 13 февраля 1957, с. Рассказиха, Первомайский район (Алтайский край), РСФСР) — российский лингвист, доктор филологических наук (1996), профессор филологического факультета Томского государственного университета. Заведующая кафедрой общей, компьютерной и когнитивной лингвистики Филологического факультета ТГУ.

## Биография
Зоя Ивановна родилась в 1957 г. в с. Рассказиха Первомайского района Алтайского края. Окончила филологическое отделение историко-филологического факультета АлтГУ (1979). Обучалась в аспирантуре Томского государственного университета. Кандидатская диссертация «Словообразующие возможности существительного», 1983 г., Томск. (Научный руководитель — М. Н. Янценецкая). Докторская диссертация «Функциональный аспект словообразования: Русское производное имя», 1997, Томск. Зав. каф. общего, славяно-русского языкознания и классической филологии филологического факультета ТГУ с 1992 г. по настоящее время, зав. лабораторией «Когнитивные исследования языка» Международного центра Исследований развития человека ТГУ, зам. зав. Лабораторией лингвистической антропологии ТГУ (рук. А. В. Дыбо).
В ТГУ руководитель ООП бакалавриата и магистратуры по направлению Фундаментальная и прикладная лингвистика, направленности подготовки аспирантуры в ТГУ по научной специальности 10.02.19 — Теория языка.
1999—2015 — профессор Национального исследовательского Томского политехнического университета.
Член в диссертационных советов по защитам диссертаций на соискание ученой степени доктора филологических наук в ТГУ (Д.212.267.05) и в КемГУ (Д.212.088.01).
Является научным консультантом 7 докторских диссертаций (Нагель О. В. Словообразовательные механизмы в процессах восприятия, идентификации и использования языка, 2017; Тубалова И.В. Полифонический текст в устных личностно-ориентированных дискурсах, 2015, Ефанова Л. Г. «Категория нормы в русской языковой картине мира», 2013; Эмер Ю. В. Миромоделирование в современном песенном фольклоре: когнитивно-дискурсивный анализ, 2011; Горбунова Л. И. Когнитивный образ ситуации как основа семантической структуры единиц атрибутивно-локативной языковой модели, 2011; Мишанкина Н. А. Лиингвокогнитивное моделирование научного дискурса, 2010; Дронова Л.П. Становление и эволюция модально-оценочной лексики русского языка: этнолингвистический аспект, 2007).
Научный руководитель при подготовке 38 кандидатских диссертаций по проблемам русского словообразования, когнитивной теории метафоры, дискурс-анализу, психолингвистическим аспектам когнитивной обработки единиц русского языка
Член редакционного совета журнал «Вестник Томского государственного университета. Филология» (индексируется в WoS, Scopus, РИНЦ), член редколлегии журнала «Вестник Томского государственного университета» (индексируется в WoS, РИНЦ), «Русин» (индексируется в WoS, Scopus, РИНЦ).
Член Ассоциации преподавателей фундаментальной и прикладной лингвистики (АПИФИПЛ).
Почетный работник высшего профессионального образования РФ

## Награды
- Почетный работник высшего профессионального образования;
- Лауреат конкурса Томской области в сфере образования, науки, здравоохранения и культуры «За высокие достижения в сфере образования и науки, способствующие укреплению престижа Томского научно образовательного комплекса в стране и мире». (2011 г.)
- Лауреат Премии Томского государственного университета за высокие достижения в науке, образовании, литературе и искусстве. Номинация «За высокие достижения в образовании». (2010 г.)
- Лауреат премии Томской области в сфере образования и науки, руководитель научно-педагогического коллектива кафедры общего, славяно-русского языкознания и классической филологии филологического факультета Томского госуниверситета с темой «Язык как миромоделирующая система» 2005 г.;
- Лауреат премии Томского государственного университета в номинации «Электронные и программные средства учебного назначения по гуманитарным наукам» за мультимедийный курс «Деловой язык и деловое общение», 1997 г. (совместно с М. В. Макавчик), в номинации «Научные работы» за монографию «Функциональный аспект словообразоваия: Русское производное имя», 1998 г.

Памятные медали
- «За заслуги перед Томским государственным университетом» (2003 г);
- «За заслуги перед Томском» (2005);
- Серебряная медаль «Благодарность за вклад в развитие Томского университета» (2013 г.)

Почетные грамоты
- Почетная грамота Администрации г. Томска (2003 г.);
- Почетная грамота Министерства общего и профессионального образования РФ (2003 г.);
- Благодарность Думы Томской области (2007 г.)
- Почетная грамота Администрации Томской области. (2012 г.)
- Почетная грамота Томского государственного университета. (2012 г.)

## Основные работы

### Монографии
- Резанова З. И., Функциональный аспект словообразования: Русское производное имя Томск, Изд-во ТГУ, 1996. 218 с.

### Коллективные монографии, соавтор, руководитель авторских коллективов, научный редактор изданий
- Резанова З. И., Галимова Д. Н., Калиткина Г. В., Коберник Л.Н, Надеина Л. В. Картины русского мира: метафорические образы традиционной культуры". / Отв. ред. З. И. Резанова. М:, URSS, 2014 .514 с. (Разделы: Предисловие. С.5-14; 2.1. Мир и человек в системе взаимных метафорических отражений: среднеобские говоры. С. 67-118).
- Ностальгия по советскому. / Отв. ред. З. И. Резанова. Томск: Изд-во Том. ун-та, 2011. 514 с. (Разделы: Введение, Мифологема «советский человек» в контекстах постперестроечной эпохи: переконструирование мифа).
- Картины русского мира: современный медиадискурс./ З. И. Резанова, Л. И. Ермоленкина, Е. А. Костяшина и др.; /Ред. З. И. Резанова. Томск: ИД СК-С, 2011. −288 с. (Раздел: Дискурсивные картины мира. С. 15-96).
- Картины русского мира: образы языка в дискурсах и текстах. / Т. Л. Рыбальченко, З. И. Резанова и др. /Под ред. З. И. Резановой. Томск: ИД СК-С.2009. 356 с. (Раздел: Внутренняя форма языка в метаязыковых контекстах виртуальной коммуникации (на материале закрытых чатов ролевиков). С. 34-56.)
- Картины русского мира: Пространственные модели в языке и тексте. /Р. Н. Порядина, Л. Г. Гынгазова и др. / Под ред. З. И. Резановой Томск: UFO-PLUS. 2007. 354 с. (Раздел: Пространственные метафоры в лингвистическом тексте. С. 326—354).
- Картины русского мира: Аксиология в языке и тексте. /Отв. ред. З. И. Резанова. Томск, Изд-во Том. ун-та, 2005—354 с. (Разделы: Ценностные картины мира современной чат-коммуникации. С. 296 −326 — в соавторстве с Н. А. Мишанкиной; Именная деминутивная деривация в механизмах выражения оценки. С.194 — 231).
- Резанова З. И., Мишанкина Н. А., Катунин Д. А. Метафорический фрагмент русской языковой картины мира: ключевые концепты. Воронеж. Изд-во РИЦ ЕФ. ВГУ. 2003. Часть 1. 210 с.

### Статьи
Автор более 190 статей в рецензируемых изданиях, в том числе:
- Резанова З. И. Корпус устной речи русско-тюркских билингвов Южной Сибири: разметка отклонений от речевого стандарта // Вопр. лексикографии. 2019. № 15.С.127-140.DOI: 10.17223/22274200/15/8,
- Резанова З. И. Подкорпус устной речи русско-тюркских билингвов Южной Сибири: типологически релевантные признаки / З. И. Резанова // Вопросы лексикографии. 2017. № 11. С. 105—118. DOI: 10.17223/22274200/11/7
- Резанова З. И., Дыбо А. В. Языковое взаимодействие в речевых практиках шорско-русских билингвов Южной Сибири // Изв. Урал. федер. ун-та. Сер. 2 : Гуманитар. науки. 2019. Т. 21. № 2 (187). С. 195—211.DOI: 10.17223/22274200/15/8,
- Резанова З. И., Некрасова Е. Д., Палий В. Е. Влияние родного языка (L1) на когнитивную обработку грамматической категории рода существительных русского языка (L2) русско-тюркскими билингвами // Вестн. Том. гос. ун-та. Филология. 2019. № 57., С.103-123 DOI: 10.17223/19986645/57/6
- Резанова З. И. Васильева А. В. Эмоциональность диминутива: соотношение с оценочностью, частотностью, возрастом усвоения, контекстуальной маркированностью // // Вестн. Том. гос. ун-та. 2019. № 445. C. 22-31. DOI: 10.17223/15617793/445/3
- Резанова З. И., Буб А. Коллокации-биномиалы в русской речи: семантические типы, объективная и субъективная частотность. //Quaestio Rossica. 2017. Т. 5. № 4. С. 1164—1177.
- Резанова З. И., Машанло Т. Е. Межкультурная письменная коммуникация: чтение текстов алфавитной и логографической систем письменности билингвами // Русин. — 2018. — Том 51. — Выпуск 1. — С. 299 −311.
- Резанова З. И., Набиуллина А. С. Измерение лексического компонента языковой способности (создание и апробация теста) // Вестник Томского государственного университета. — 2018. — № 427. — С. 55-62.
- Резанова З. И. , Миклашевский А. А. Моделирование образно-перцептивного компонента языковой семантики при помощи психолингвистической базы данных // Вестн. Том. гос. ун-та. Филология. 2016. № 5 (43). С.71-92
- Резанова З. И., Когут С. В. Функционирование дискурсивных маркеров в научном тексте: этнокультурные и дискурсивные детерминации //Вестник Томского государственного университета. Филология. — 2016. — № 1 (39). — С. 62-79.
- Резанова З. И. , Шиляев К. С. Этнонимы «русин», «русинский» в русской речи: корпусное исследование // Русин. 2015. № 1 (39). C. 239—255.
- Резанова З. И., Романов А. С., Мещеряков Р. В. Задачи авторской атрибуции текста в аспекте гендерной принадлежности (к проблеме междисциплинарного взаимодействия лингвистики и информатики) // Вестник Томского государственного университета. 2013. № 370. С. 24-28.
- Резанова З. И., Романов А. С., Мещеряков Р. В. О выборе признаков текста, релевантных в автороведческой экспертной деятельности// Вестник Томского государственного университета. Филология. 2013. № 6 (26). C. 38-52.
- Резанова З. И. Обратимые метафорические модели: семантико-функциональная асимметрия (статья1) // Вестник Томского государственного университета. Филология. 2012. № 2. С.30-43.
- Резанова З. И. Гендерная метафора: типология, лексикографическая интерпретация, контекстная репрезентация// Вестник Томского государственного университета. Филология. № 2011, № 2 (14). С. 47-57.
- Резанова З. И. Языковая и дискурсивная картина мира — аспекты соотношений //Сибирский филологический журнал. 2011. № 3. С. 184—194.
- Резанова З. И., Дай Инли Метафорическая номинация речи, речевой деятельности в русском и китайском языках как средство объективации образных компонентов концепта язык// Вестник Кокшетауского государственного университета им. Ш. Уалиханова. 2011. С. 177—181.
- Резанова З. И. Образы Польши в Томском городском тексте // Tekst jako kultura. Kultura jako tekst, pod red. Z. Nowożenowej. Gdańsk 2010.